# Tomasz Puzyn
Tomasz Puzyn (ur. 21 grudnia 1976) – polski chemik, profesor nauk chemicznych, instruktor harcerski.

## Życiorys
Jest absolwentem III Liceum Ogólnokształcącego w Sopocie im. Agnieszki Osieckiej. Był instruktorem Związku Harcerstwa Rzeczypospolitej w stopniu harcmistrza, komendantem Centralnej Szkoły Instruktorskiej Organizacji Harcerzy ZHR i członkiem Komisji Harcmistrzowskiej w latach 2002–2003. Ukończył studia na Wydziale Chemii Uniwersytetu Gdańskiego, gdzie w 2005 roku obronił doktorat pod tytułem: Prediction of Toxicity and Physical-chemical Properties Significant for Environmental Transport and Fate for Selected Chlorinated PAHs (Cl-PAHs) by Means of the Advanced Computational Methods, a w 2012 habilitację pod tytułem: Assessing risk of Selected Chemical Pollutants Based on Quantitative Structure-Property Relationships (QSPR) and Quantitative Structure-activity Relationships (QSAR) Modeling Methods. W 2019 roku otrzymał tytuł naukowy profesora nauk chemicznych. Był członkiem Komitetu Chemii Analitycznej PAN.
Jest prezesem spółki QSAR Lab Sp. z o.o.
W 2024 otrzymał Srebrny Medal za Długoletnią Służbę.